# Lambula phyllodes
Lambula phyllodes är en fjärilsart som beskrevs av Edward Meyrick 1886. Lambula phyllodes ingår i släktet Lambula och familjen björnspinnare. Inga underarter finns listade i Catalogue of Life.